# 小沼氏
小沼氏（おぬまし）は日本の武家のひとつ。

## 概要
常陸の小沼氏は平姓大掾氏流鹿島氏の庶流といわれ、小沼久保に住したことから小沼姓を称したという。

## 江戸時代
出雲母里藩4代藩主　松平直員の正室　佐竹義道の娘の近侍として、出羽秋田新田藩（岩崎藩）より、出雲母里藩へ移る。母里騒動の小沼臺八（出典：御家騒動の研究　吉永昭 著　清文堂出版, 2008.9 / 雲州橘之巻）以降、禄高200石、上士、家老格/江戸家老として勤める。母里騒動については、政争の色合いが強く、真実は不明であるが、３代藩主が４代藩主に競り勝ったという事実だけが伝わっている。なお、4代藩主の近侍であった小沼氏が、その後、母里藩内で重きをなした理由は不明であるが、佐竹氏に対して慮る旨があったとも、そもそも母里騒動の結末が無理筋であったことの証左ともいわれる。（母里騒動の結末が、平山弾右衛門以外の処罰以外、微罪ともいえる扱いで済んでいることも、傍証としてとらえられている）

## 維新後
陸軍、名古屋陸軍造兵廠熱田兵器製造所